# سرحوني (للر وكتك)
سرحوني (بالفارسية: سرحونی) هي منطقة سكنية تقع في إيران في قسم للر وكتك الريفي. يقدر عدد سكانها بـ 70 نسمة بحسب إحصاء 2016.